# 呂孔良
呂孔良（1517年—1571年），字子性，号文川，河南河南府洛陽縣人，匠籍，明朝政治人物。

## 生平
嘉靖二十二年（1543年）河南鄉試第二十六名舉人。嘉靖二十六年（1547年）中式丁未科會試第一百二十五名，登第三甲第四十四名進士。禮部觀政，初授山東益都縣知縣，嘉靖三十二年（1553年）升任户部山西清吏司主事，三十七年（1558年）改任刑部广东清吏司主事，升刑部四川清吏司郎中，出為池州府知府，四十三年（1564年）解任歸鄉，七年後去世。

## 家族
曾祖呂釗；祖父呂澤，驛丞；父呂相，典膳。母李氏。具庆下，兄孔嘉；弟孔善。
元配方宜人，繼娶程氏。長子吕黄鍾，字伯元，號小川，郡庠生